# Ribble

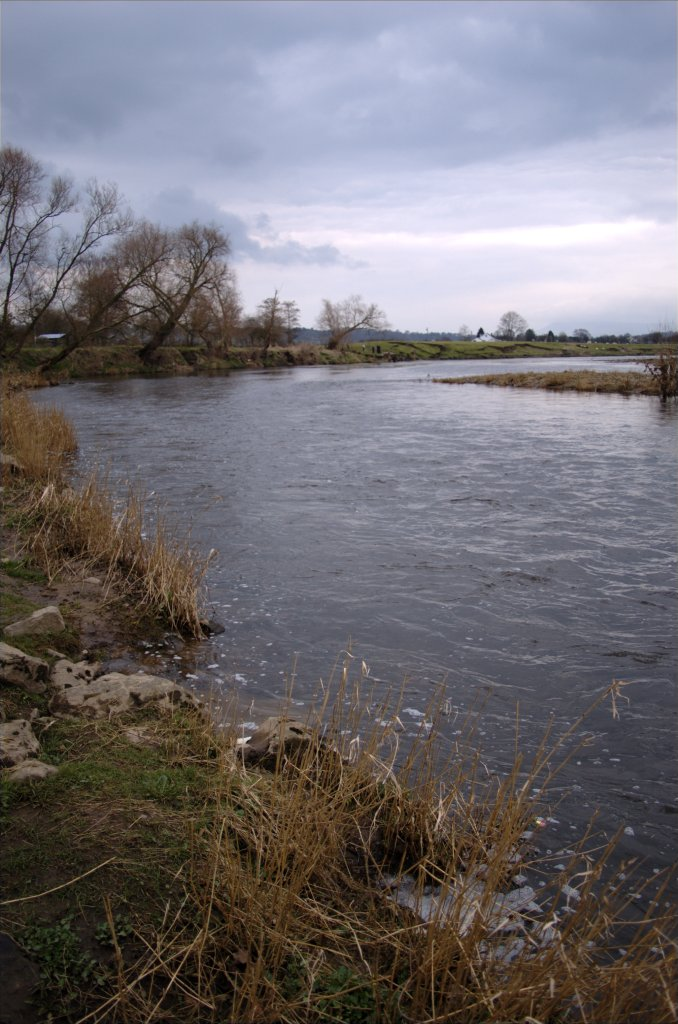
Ribble bij Ribchester

De Ribble is een Engelse rivier die begint bij de samenvloeiing van de Gayle Beck en Cam Beck in de buurt van het beroemde Ribblehead Viaduct, in de schaduw van de drie bergen in Yorkshire.
De Ribble, die 121 kilometer lang is, stroomt door Settle, Clitheroe en Preston, voor de rivier uitstroomt in de Ierse Zee tussen Lytham St. Annes en Southport.
De belangrijkste zijrivieren van de Ribble zijn de Hodder en Calder die samenvloeien met de rivier in de buurt van Great Mitton, en de rivier Darwen die zich aansluit bij Walton-le-Dale alsmede de rivier de Douglas die zich aansluit nabij Hesketh Bank.
De Ribble markeerde de noordelijkste omvang van het oude koninkrijk van Mercia. Ten tijde van het Domesday Book vormde de rivier de noordelijke grens van een stuk grond (bekend als Inter Ripam et Mersam) dat werd opgenomen in de Domesday-informatie voor Cheshire, al was het waarschijnlijk geen officieel deel van het graafschap Cheshire.
De rivier is stroomafwaarts van Preston regelmatig uitgebaggerd en bij Preston is een haven in gebruik. Het estuarium is onderdeel van de Ribble en Alt Estuaria en is een beschermd natuurgebied.
Het stroomgebied van de rivier de Ribble valt onder de Mersey Basin Campaign, een vennootschap die is opgericht in 1985 ter verbetering van de kwaliteit van het water en de oevers.
Preston City Council heeft plannen gepubliceerd voor de bouw van een stuwdam in de rivier, in hun Riverworks-voorstel. Het doel van dit voorstel is het bouwen van een watersportpark op een deel van de Ribble, gekoppeld aan meer dan 4000 woningen en bedrijven. Sommige bewoners zijn tegen deze plannen, met het argument dat ze gevaar opleveren voor het wild, en overstromingsrisico's voor de bewoners en schade aan groene gebieden kan opleveren.
De Ribble lijkt ook bekend te zijn in de Romeinse tijd als de Belisama. De oevers van de Ribble worden genoemd als een mogelijke locatie voor Koning Arthurs tiende slag, aan de oever van een rivier Tribruit, waarop Nennius zinspeelde in zijn Historia Brittonum.
- Virtual International Authority File: 315149640